# Bartolomeo Bacilieri
Pour les articles homonymes, voir Bacilieri.
Bartolomeo Bacilieri (né le 28 mars 1842 à Breonio en Vénétie, alors dans le royaume lombard-vénitien et mort le 14 février 1923 à Vérone) est un cardinal italien du début du XXe siècle. 

## Biographie
Bartolomeo Bacilieri est professeur au séminaire de Vérone. Il est nommé évêque titulaire de Nisa-en-Lycie (de) et évêque auxiliaire de Vérone. Il devient évêque de Vérone en 1900.
Le pape Léon XIII le crée cardinal lors du consistoire du 15 avril 1901. 
Le cardinal Bacilieri participe au conclave de 1903, lors duquel Pie X est élu pape, et à ceux de 1914 (élection du Benoît XV) et de 1922 (élection de Pie XI).

### Source
- Fiche de Bartolomeo Bacilieri sur www2.fiu.edu